# A Brutal Sight of War
A Brutal Sight of War è un album dei Disfear pubblicato nel 1993 dalla Lost And Found Records.

## Tracce
1. A Brutal Sight of War
2. Judgement Day
3. Forced to Conform
4. No Hope to Survival
5. Religion
6. Min Elegi
7. Undergang
8. Vietnam Idag
9. Det Sista Kriget